# Spånga IS Hockey
Spånga IS Ishockeyklubb (Spånga IS IK), grundades 1991.
1991 bröt ishockeysektionen för Spånga IS sig fri från moderföreningen, och bildade den nya ishockeyföreningen Spånga IS Ishockeyklubb (kallas Spånga Hockey i dagligt tal). Som bäst har laget spelat i Division II ,då Sveriges andradivision, säsongerna 1969/1970 och 1971/1972. Hemmamatcherna spelas på Spånga IP i ishallen som invigdes 5 dec 1997. 
Spånga Hockey är idag en av Stockholms största ishockeyklubbar med ca 15 pojklag, 2-3 juniorlag, A-lag och Veteranlag. Framförallt är Spånga en talang- och ungdomsförening som på senare år bland andra fostrat talangerna Oscar Möller (LA Kings), Andreas Engqvist (Djurgårdens IF), Jimmy Andersson (HC Vita Hästen), och Christoffer Bengtsberg (Växjö Lakers). Även den med allsvenska mått stabila forwarden Tobias Tschöp (AIK och Huddinge) har Spånga som moderklubb.